# Codeine Dreaming
„Codeine Dreaming” – singel amerykańskiego rapera Kodaka Blacka. Wydana jako singel w listopadzie 2017 roku, pojawia się w wersji deluxe jego piątego mixtape'u Project Baby 2 (2017) oraz na jego siódmym mixtapie Heart Break Kodak (2018). Piosenka zawiera gościnne wokale amerykańskiego rapera Lila Wayne’a.

## Tło i kompozycja
Początkowo Kodak chciał zaprosić na gościnny udział amerykańskiego rapera Future.
Tekst piosenki opowiada o zażywaniu kodeiny przez Blacka i Wayne'a. Muzycy także żartują ze snów i opowiadają o kosmosie i planetach. Rymują o Uranie, Saturnie, Merkurym i Neptunie i przyrównują siebie do postaci Jimmy'ego Neutrona. Wayne wspomina o wyjeździe na Marsa w pewnym momencie utworu.

## Pozycje na listach

### Pozycje pod koniec tygodnia
| Lista (2017)                          | Pozycja |
| ------------------------------------- | ------- |
| Kanada (Canadian Hot 100)             | 53      |
| USA Billboard Hot 100                 | 52      |
| USA Hot R&B/Hip-Hop Songs (Billboard) | 20      |

### Pozycje pod koniec roku
| Lista (2018)                          | Pozycja |
| ------------------------------------- | ------- |
| USA Hot R&B/Hip-Hop Songs (Billboard) | 84      |

## Certyfikaty
| Kraj                 | Certyfikaty | Ilość sprzedanych egzemplarzy |
| -------------------- | ----------- | ----------------------------- |
| United States (RIAA) | 2× Platyna  | 2,000,000                     |